# All-Star Game de la NBA 1974
El 24º All-Star Game de la NBA de la historia se disputó el día 15 de enero de 1974 en el Seattle Center Coliseum de la ciudad de Seattle, Washington. El equipo de la Conferencia Este estuvo dirigido por Tom Heinsohn, entrenador de Boston Celtics y el de la Conferencia Oeste por Larry Costello, de Milwaukee Bucks. La victoria correspondió al equipo del Oeste, por 134-123, siendo elegido MVP del All-Star Game de la NBA el pívot de los Detroit Pistons Bob Lanier, que consiguió 24 puntos, 10 rebotes y 2 asistencias, 12 de los puntos en el último cuarto, lo que decantó el premio a su favor, en detrimento de Spencer Haywood que con 23 puntos y 11 rebotes, le secundó en el equipo del Oeste. Por parte del Este hay que destacar a Dave DeBusschere de New York Knicks, que disputaba el que sería su último All-Star, que anotó 16 puntos, y al ya fallecido Pistol "Pete" Maravich, base de los Hawks, que consiguió 15.
Significó también la despedida de esta tipo de partidos de otro futuro miembro del Basketball Hall of Fame, el ala-pívot de Golden State Warriors Nate Thurmond, en su séptima participación.

## Estadísticas

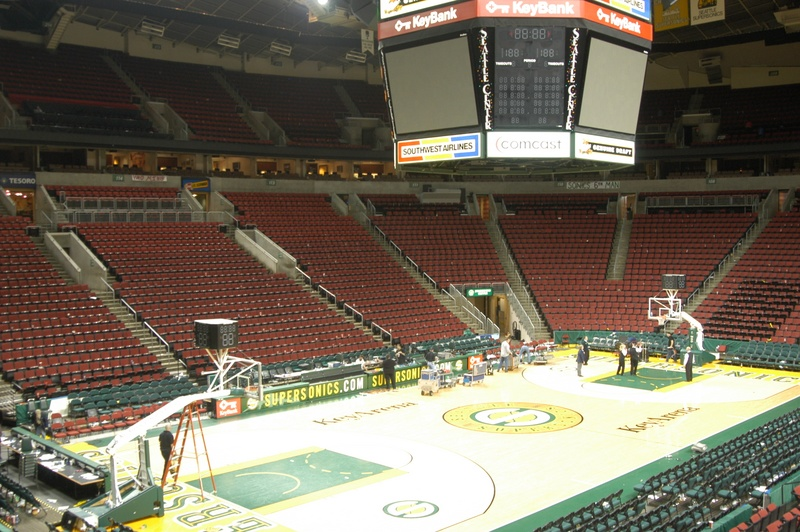
Interior del Seattle Center Coliseum, hoy conocido como Key Arena, sede del All-Star de 1974.

### Conferencia Oeste
| CONFERENCIA OESTE              |     |     |     |     |     |     |     |     |
| Jugador, Equipo                | MIN | TCA | TCI | TLA | TLI | REB | AST | PTS |
| Rick Barry, Golden State       | 19  | 3   | 6   | 2   | 2   | 4   | 3   | 8   |
| Chet Walker, Chicago           | 14  | 4   | 5   | 4   | 4   | 2   | 1   | 12  |
| Kareem Abdul-Jabbar, Milwaukee | 23  | 7   | 11  | 0   | 0   | 8   | 6   | 14  |
| Gail Goodrich, Los Angeles     | 26  | 9   | 16  | 0   | 0   | 4   | 6   | 18  |
| Geoff Petrie, Portland         | 26  | 3   | 11  | 2   | 2   | 2   | 4   | 8   |
| Sidney Wicks, Portland         | 24  | 5   | 6   | 6   | 10  | 1   | 1   | 16  |
| Charlie Scott, Phoenix         | 19  | 0   | 4   | 2   | 2   | 1   | 4   | 2   |
| Bob Lanier, Detroit            | 26  | 11  | 15  | 2   | 2   | 10  | 2   | 24  |
| Spencer Haywood, Seattle       | 33  | 10  | 17  | 3   | 3   | 11  | 5   | 23  |
| Dave Bing, Detroit             | 16  | 2   | 9   | 1   | 1   | 6   | 2   | 5   |
| Norm Van Lier, Chicago         | 9   | 0   | 0   | 0   | 0   | 1   | 2   | 0   |
| Nate Thurmond, Golden State    | 5   | 2   | 4   | 0   | 1   | 3   | 0   | 4   |
| Totales                        | 240 | 56  | 104 | 22  | 27  | 53  | 36  | 134 |

MIN: Minutos. TCA: Tiros de campo anotados. TCI: Tiros de campo intentados. TLA: Tiros libres anotados. TLI: Tiros libres intentados. REB: Rebotes. AST: Asistencias. PTS: Puntos

### Conferencia Este
| 'CONFERENCIA ESTE          |     |     |     |     |     |     |     |     |
| Jugador, Equipo            | MIN | TCA | TCI | TLA | TLI | REB | AST | PTS |
| John Havlicek, Boston      | 18  | 5   | 10  | 0   | 2   | 0   | 2   | 10  |
| Lou Hudson, Atlanta        | 17  | 5   | 8   | 2   | 2   | 3   | 1   | 12  |
| Dave Cowens, Boston        | 26  | 5   | 10  | 1   | 3   | 12  | 1   | 11  |
| Walt Frazier, New York     | 28  | 5   | 12  | 2   | 2   | 2   | 5   | 12  |
| Pete Maravich, Atlanta     | 22  | 4   | 15  | 7   | 9   | 3   | 4   | 15  |
| Elvin Hayes, Capital       | 35  | 5   | 13  | 2   | 3   | 15  | 6   | 12  |
| Bob McAdoo, Buffalo        | 13  | 3   | 4   | 5   | 8   | 3   | 1   | 11  |
| Jo Jo White, Boston        | 22  | 6   | 12  | 1   | 3   | 6   | 4   | 13  |
| Dave DeBusschere, New York | 24  | 8   | 14  | 0   | 0   | 3   | 3   | 16  |
| Phil Chenier, Capital      | 13  | 3   | 6   | 1   | 2   | 2   | 1   | 7   |
| Rudy Tomjanovich, Houston  | 17  | 2   | 5   | 0   | 0   | 5   | 0   | 4   |
| Austin Carr, Cleveland     | 5   | 0   | 4   | 0   | 0   | 1   | 0   | 0   |
| Totales                    | 240 | 51  | 113 | 21  | 34  | 55  | 28  | 123 |

MIN: Minutos. TCA: Tiros de campo anotados. TCI: Tiros de campo intentados. TLA: Tiros libres anotados. TLI: Tiros libres intentados. REB: Rebotes. AST: Asistencias. PTS: Puntos